# Adam Goldberg
Adam Charles Goldberg (25 de outubro de 1970, Santa Mônica, Califórnia) é um ator, diretor, músico, fotógrafo e produtor norte-americano.